# Blindaje
El término blindaje se refiere a barreras físicas de protección, utilizadas en sistemas de transporte o combate para reducir o evitar el daño causado por el fuego enemigo. 

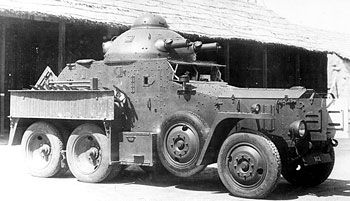
Coche blindado Crossley de 1932.

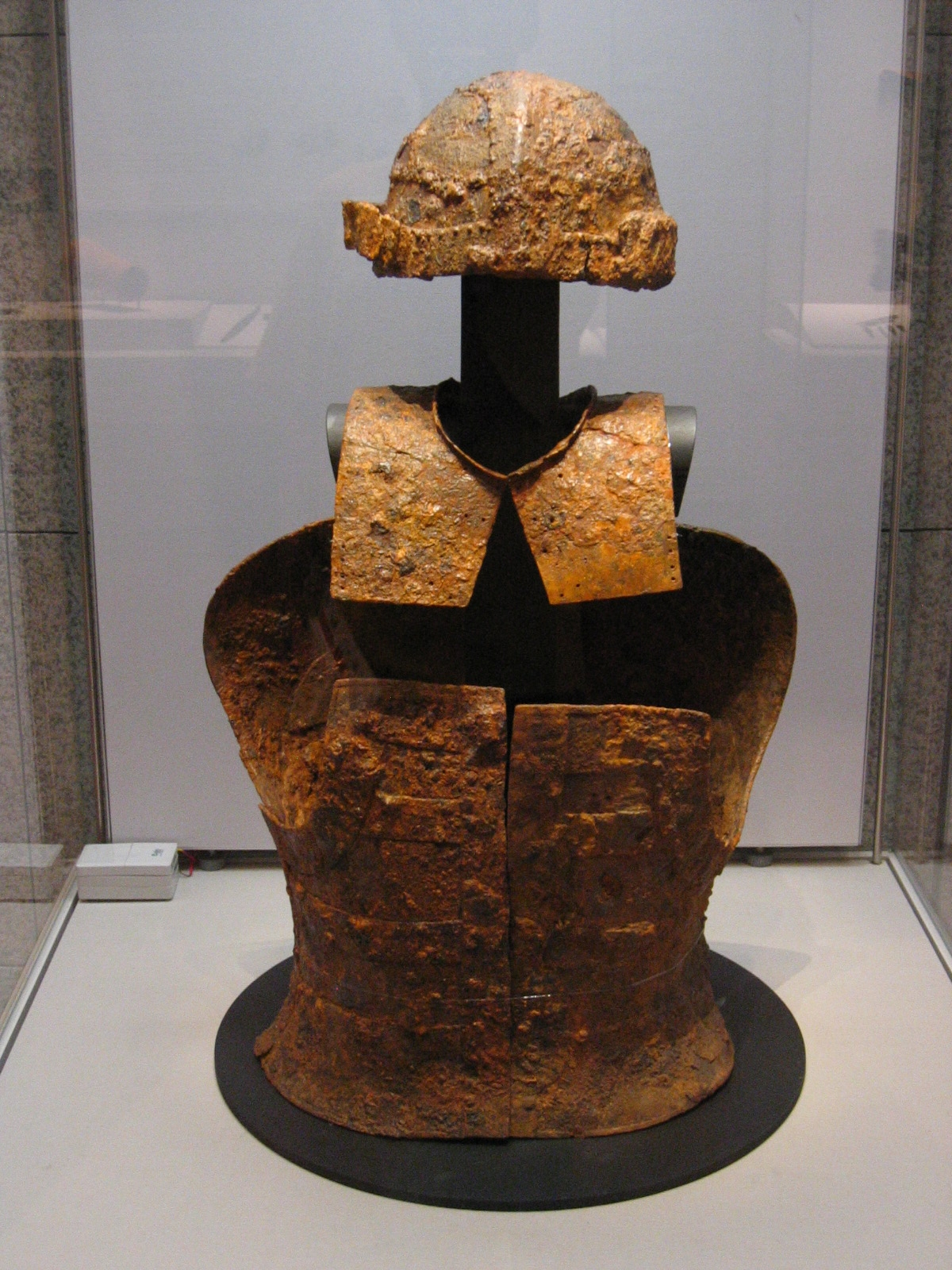
Blindaje antiguo de Confederación Gaya de Corea que tiene su otro nombre de "El reino de hierro". Museo nacional de Corea.

En el blindaje clásico se emplean para esta finalidad planchas metálicas, como el acero, de un cierto grosor, actuando como cubierta al cuerpo a proteger. Un factor de importancia a considerar es el peso agregado al cuerpo como resultado del blindaje y los efectos de este sobre la maniobrabilidad del blindado. Por ejemplo, los tanques, y las naves, pueden ser equipados con fuertes blindajes de peso significativo, ya que su maniobrabilidad relativa es de por sí reducida, con respecto a un jeep, camión, o aeronave de transporte militar, que requiere de una maniobrabilidad mayor, y no puede ser equipado con un blindaje muy pesado.
Otros tipos de blindaje son el blindaje reactivo, el cual otorga protección especial a los carros de combate contra la munición explosiva (blindaje antitanques) 
Hay vestimentas de personal militar, policial, y aun civil, con un blindaje especial basado en compuestos esponjosos o gelatinosos de gran resistencia al impacto directo (blindaje antibalas). Asimismo, algunos muros de protección y corazas para vehículos de transporte de personal, como las limusinas, cuentan con una forma de blindaje hermético destinado a proteger al viajante de la metralla y ataques balísticos directos.
El blindaje de munición es una clase especial de protección o "endurecimiento" otorgado a los proyectiles (munición blindada o semiblindada), para efectos de burlar o neutralizar los blindajes protectivos descritos anteriormente, operando esencialmente como un antiblindaje.

## Vidrios y películas para blindaje
- Película de Seguridad, se aplica desde el interior en puertas de cristal o paños vidriados, aumentando la resistencia mecánica del conjunto, ante golpes o impactos de objetos contundentes. Además, previene heridas provocadas por la ruptura del cristal en pequeños fragmentos cortantes, al mantener estos unidos. Esta película forma una capa invisible sobre el vidrio que no le altera.
Su descubrimiento se debe al accidente de un científico, quien en su laboratorio, al caérsele al suelo el matraz que estaba utilizando, comprobó que la película de plástico no solo evitó que su matraz se rompiera en añicos, sino que contuvo el líquido sin derrame alguno.
- Cristal Antivandálico Laminado: Resulta de la unión de tres placas de vidrio intercalado con dos láminas plásticas de polivinil butirato (PVB). Estos plásticos combinan sus propiedades como adherencia, elongación y resistencia a los impactos; con las del vidrio, como su transparencia y cualidades ópticas. De gran elasticidad, absorbe la energía del impacto y mantiene su integridad. Se pueden colocar en vez de las ventanas previas.

## Blindaje de vehículos civiles portavalores
Según la norma CEN 1063
- Blindaje Nivel RB II
  - Resistencia Balística: armas Cal 38; 45; 9 mm y 357 Mágnum; vidrio 18 mm;

compuesto del blindaje: Aramida; peso extra: 90 a 110 kg; indicado para vehículos de pequeño porte
- Blindaje Nivel RB III
  - Resiste balística: armas Cal 38; 45; 9 mm; 357 Mágnum y 44 Mágnum; vidrio: 21 mm; compuesto del blindaje: aramida y acero balístico; peso extra: 110 a 125 kg; para vehículos de medio porte
- Blindaje Nivel RB IV
  - Resiste balística: fusil 5,56 x 45 y 7,62 x 39; vidrio 33 mm; compuesto del blindaje: acero, aluminio y Dyneema; peso extra: 200 a 450 kg; se refuerza la suspensión; para vehículos de gran porte
- Blindaje Nivel RB V
  - Resiste balística: fusil 7,62 x 51 NATO; vidrio: 41,5 mm; compuesto del blindaje: aceros especiales, aluminio, Dyneema, Aramida y cerámicas; peso extra: 500 a 650 kg; se refuerza la suspensión; para vehículos de gran porte.
- Blindaje Nivel RB VI: lanzacohetes, lanzagranadas, etc.
- Blindaje Nivel RB VII: bombas principalmente atentados mayores.

## Aros de seguridad en neumáticos.
Los hay de diversos materiales, entre los que se encuentran caucho, aluminio, nylon y polímeros.
El aro va instalado sobre la cara interna de la llanta, perfectamente moldeado a ésta y sujeto de tal manera que no pueda girar sobre ella. La superficie de rodado del aro sobresale de la llanta entre 1 y 5 cm, dependiendo de la aplicación, de tal manera que, al quedar sin aire el neumático, el vehículo rueda sobre la llanta apoyada en los aros, evitando que corte las caras de los neumáticos y ofreciendo un mejor agarre del neumático a la carretera y una mayor durabilidad del mismo.
Permiten al vehículo viajar entre 80 y 100 km a un máximo de 70 km/h, en condiciones óptimas.

## Otros usos del término
Dado su alcance, el término blindaje ha sido adoptado en una amplia gama de campos, para referirse a varias formas de protección.
En el área de la electrónica y la electricidad, se usa el término
blindaje para referirse a la protección de ciertos conductores, destinada a neutralizar la interferencia causada por campos eléctricos cercanos. Un cable de transmisión de señal, por ejemplo, puede ser blindado para evitar que la señal sea interferida (robada) por un campo o señal cercana.
Análogamente el término blindaje se usa para referirse a algunos materiales con alta resistencia térmica que permiten aislar zonas con gran diferencia de temperatura, como los hornos, o los transbordadores espaciales (blindaje térmico).
Blindaje del PC contra troyanos, virus, spyware, spamms. Es homólogo al término "cortina de fuego" (firewall).
Ya como figura literaria, el término blindaje se usa en el área de las contrataciones como una protección especial otorgada a los contratos de ejecutivos de empresas, para proteger su participación en beneficios o reembolsos de despido, de cualquier eventualidad. Igualmente, en el área deportiva, los contratos de los deportistas son "blindados", al ser aplicada una cláusula especial (cláusula de rescisión) que permite operar con una cantidad de dinero pactada, la cual debe abonar el deportista a la entidad contratante si este decide abandonarla antes del período pactado en el contrato.